# 瓦林
瓦林（德語：Warin，發音：[vaˈʁiːn] ⓘ）是德国梅克伦堡-前波美拉尼亚州西北梅克伦堡县的城市，面积44.45平方千米，2023年12月31日人口为3,271人。